# Dytryk (hrabia Mark)
Dytryk (ur. pod koniec 1374 r., zm. 14 marca 1398 r. pod Elberfeld) – hrabia Mark od 1394 r.

## Życiorys
Dytryk był drugim spośród trzech synów hrabiego Mark i hrabiego Kleve Adolfa oraz Małgorzaty, córki hrabiego Bergu Gerarda. Po śmierci ojca w 1394 r. otrzymał hrabstwo Mark. W 1398 r. zginął. Wobec braku potomków, hrabstwo przejął po jego śmierci jego starszy brat Adolf.